# Trung và Đông Âu
Trung và Đông Âu là một thuật ngữ địa chính trị bao gồm các quốc gia Baltic, Trung Âu, Đông Âu và Đông Nam Âu (hầu hết Balkan), thường có nghĩa là các nhà nước cựu cộng sản thuộc khối phía Đông và Hiệp ước Warszawa tại châu Âu, cũng như Nam Tư cũ. Các tài liệu học thuật thường dùng cách viết tắt tiếng Anh CEE hoặc CEEC cho thuật ngữ này. Tổ chức Hợp tác và Phát triển kinh tế (OECD) cũng sử dụng thuật ngữ "Các quốc gia Trung và Đông Âu (CEECs)" cho một nhóm gồm một số quốc gia này. Thuật ngữ này đôi khi được sử dụng cho "Đông Âu".
|  |  |

## Định nghĩa
Thuật ngữ CEE bao gồm các quốc gia Khối phía Đông  (Hiệp ước Warszawa) ở phía tây biên giới Liên Xô cũ sau Thế chiến II; và các nhà nước độc lập tại Nam Tư cũ; và ba quốc gia Baltic – Estonia, Latvia, Lithuania (không gia nhập SNG).
Các quốc gia CEE được phân chia tiếp dựa theo tình trạng gia nhập của họ vào Liên minh châu Âu (EU): Tám quốc gia gia nhập trong làn sóng đầu tiên vào ngày 1 tháng 5 năm 2004 (Estonia, Latvia, Litva, Cộng hòa Czech, Slovakia, Ba Lan, Hungary và Slovenia), hai quốc gia gia nhập trong làn sóng thứ hai vào ngày 1 tháng 1 năm 2007 (Romania và Bulgaria) và quốc gia gia nhập trong làn sóng thứ ba vào ngày 1 tháng 7 năm 2013 (Croatia). Theo nghiên cứu của Ngân hàng Thế giới năm 2008, quá trình chuyển đổi sang kinh tế thị trường tiên tiến đã hoàn thành đối với cả 10 quốc gia gia nhập EU vào năm 2004 và 2007.
Các quốc gia CEE gồm các nước xã hội chủ nghĩa cũ, phía đông của Áo, Đức (phần phía tây), và Ý; phía bắc của Hy Lạp và Thổ Nhĩ Kỳ (phần châu Âu); phía nam của Phần Lan và Thụy Điển; và phía tây của Belarus, Moldova, Nga và Ukraina:
| Quốc gia              | Liên minh châu Âu                     | NATO                               | Ghi chú                             |  |
| --------------------- | ------------------------------------- | ---------------------------------- | ----------------------------------- |  |
| Albania               | Ứng cử viên đang đàm phán             | Quốc gia thành viên                |                                     |  |
| Ba Lan                | Quốc gia thành viên                   | Quốc gia thành viên                | [ 10 ] [ 11 ]                       |  |
| Bắc Macedonia         | Ứng cử viên đang đàm phán             | Quốc gia thành viên                | [ 10 ] [ 11 ]                       |  |
| Bosnia và Herzegovina | Ứng cử viên                           | Kế hoạch hành động thành viên      |                                     |  |
| Bulgaria              | Quốc gia thành viên                   | Quốc gia thành viên                | [ 10 ] [ 11 ]                       |  |
| Croatia               | Quốc gia thành viên                   | Quốc gia thành viên                | [ 10 ] [ 11 ]                       |  |
| Cộng hòa Séc          | Quốc gia thành viên                   | Quốc gia thành viên                | [ 10 ] [ 11 ]                       |  |
| Estonia               | Quốc gia thành viên                   | Quốc gia thành viên                | [ 10 ] [ 11 ]                       |  |
| Hungary               | Quốc gia thành viên                   | Quốc gia thành viên                | [ 10 ] [ 11 ]                       |  |
| Kosovo                | Nộp đơn                               | —                                  | Quốc gia được công nhận cục bộ      |  |
| Latvia                | Quốc gia thành viên                   | Quốc gia thành viên                | [ 10 ] [ 11 ]                       |  |
| Litva                 | Quốc gia thành viên                   | Quốc gia thành viên                | [ 10 ] [ 11 ]                       |  |
| Montenegro            | Ứng cử viên đang đàm phán             | Quốc gia thành viên                |                                     |  |
| Romania               | Quốc gia thành viên                   | Quốc gia thành viên                | [ 10 ] [ 11 ]                       |  |
| Serbia                | Ứng cử viên đang đàm phán negotiating | Kế hoạch hành động đối tác cá biệt |                                     |  |
| Slovakia              | Quốc gia thành viên                   | Quốc gia thành viên                | [ 10 ] [ 11 ]                       |  |
| Slovenia              | Quốc gia thành viên                   | Quốc gia thành viên                | [ 10 ] [ 11 ]                       |  |
|                       |                                       |                                    |                                     |  |
| Abkhazia              | —                                     | —                                  | Nhà nước được công nhận cục bộ      |  |
| Armenia               | —                                     | Kế hoạch hành động đối tác cá biệt | Quốc gia thành viên của SNG và CSTO |  |
| Artsakh               | —                                     | —                                  | Nhà nước được công nhận cục bộ      |  |
| Azerbaijan            | —                                     | Kế hoạch hành động đối tác cá biệt | Quốc gia thành viên SNG             |  |
| Belarus               | —                                     | —                                  | Quốc gia thành viên của SNG và CSTO |  |
| Gruzia                | Nộp đơn                               | Đối thoại tăng cường               |                                     |  |
| Moldova               | Ứng cử viên                           | Kế hoạch hành động đối tác cá biệt | Quốc gia thành viên của SNG         |  |
| Nga                   | —                                     | —                                  | Quốc gia thành viên của SNG và CSTO |  |
| Nam Ossetia           | —                                     | —                                  | Nhà nước được công nhận cục bộ      |  |
| Transnistria          | —                                     | —                                  | Nhà nước được công nhận cục bộ      |  |
| Ukraina               | Ứng cử viên                           | Đối thoại tăng cường               |                                     |  |

Theo Tổ chức Hợp tác và Phát triển Kinh tế, "Các nước Trung và Đông Âu (CEEC) là một thuật ngữ của OECD để chỉ nhóm các nước bao gồm Albania, Bulgaria, Croatia, Cộng hòa Séc, Hungary, Ba Lan, Romania, Cộng hòa Slovak, Slovenia và ba quốc gia Baltic: Estonia, Latvia và Litva."
Thuật ngữ "Trung và Đông Âu" (viết tắt CEE) đã thay thế thuật ngữ Đông-Trung Âu trong bối cảnh các quốc gia đang chuyển đổi, chủ yếu là do chữ viết tắt ECE không rõ ràng: nó thường là viết tắt của Ủy ban Kinh tế Châu Âu thay vì Đông-Trung Âu.